# キッドのホレホレ大作戦
『キッドのホレホレ大作戦』（キッドのホレホレだいさくせん）は、1987年4月に稼働した日本物産（ニチブツ）のアーケード用アクションパズル。
同年に『ブービーキッズ』(Booby Kids) のタイトルでファミリーコンピュータに移植されたほか、1989年にはキャラクターを漫画『ドラえもん』の登場人物に差し替えPCエンジン向けに『ドラえもん 迷宮大作戦』のタイトルで、1993年には『ブービーボーイズ』(Booby Boys) のタイトルでゲームボーイに移植された。アーケード版はアーケードアーカイブス対応ソフトとして、2016年にPlayStation 4、2018年にNintendo Switchにてそれぞれ配信された。
なお『ブービーキッズ』は1987年のAOUショーに出展されたアーケード版の開発中バージョンのタイトルでもある。

## 概要
23世紀からタイムスリップした主人公のキッドおよびマックを操作し、魔王ダンテを倒して元の時代に戻ることがゲームの目的。開発は日本物産が行い、ディレクターおよびゲーム・デザインは後にハドソンの『ボンバーマンシリーズ』を手掛ける藤原茂樹、音楽はアーケードゲーム『コスモポリス ギャリバン』（1985年）を手掛けた吉田健志およびPCエンジン用ソフト『ファイティングラン』（1991年）を手掛けた船場洋志が担当している。
開発者の藤原茂樹が好きだったハドソンの『ボンバーマン』を自分で製作しようというコンセプトで企画された。また、キャラクターデザインも開発者が好きだった鳥山明のデザイン風にしたと述べている。

## システム
プレイヤーはフィールド内に配置されている宝箱を集めていき、全ての宝箱を集めると出現する鍵を取り扉から脱出するとステージクリアとなる。プレイヤーは様々な時代のステージをタイムスリップしてゲームは進んでいく。キャラクターは穴を掘って埋めるだけではなく、アイテムを使用して敵を攻撃することもできる。なおアーケード版は2人プレイ時、交互プレイとなるが、開発中のバージョンは2人同時プレイが可能であった。
全16ステージで最終ステージではボスが登場する。これを倒すと2周目の17面が始まり、エンディングがないループゲームとなっている。
なお穴を掘って敵を埋めて倒すシステムなどが東京大学の理論科学グループの開発した『平安京エイリアン』に類似しているが関連は無い。藤原によると平安京エイリアンは知らず類似したのは偶然だと述べている。

## ストーリー
23世紀から時空間迷宮に引き込まれたキッドとマック。敵の大追跡から逃れて戦うには武器がない状態であった。両名は元の時代に戻る方法を捜す事となる。

## 他機種版
| No. | タイトル                         | 発売日                                    | 対応機種               | 開発元     | 発売元             | メディア                                | 型式                             | 備考 | 出典         |
| --- | -------------------------------- | ----------------------------------------- | ---------------------- | ---------- | ------------------ | --------------------------------------- | -------------------------------- | --- | ------------ |
| 1   | ブービーキッズ                   | 1987年7月10日                             | ファミリーコンピュータ | 日本物産   | 日本物産           | 1メガビット+64キロRAMロムカセット       | NBF-BB                           | | [ 1 ]        |
| 2   | ドラえもん 迷宮大作戦 Cratermaze | 1989年10月31日 1990年                     | PCエンジン             | ハドソン   | ハドソン NEC-HE    | 2メガビットHuCARD                       | HC89023 TGX020027                | 日本版はキャラクターやBGMがドラえもんに変更されている 北米版は日本版をベースにアーケード版のキャラクターやBGMに戻されている |              |
| 3   | ブービーボーイズ                 | 1993年6月25日                             | ゲームボーイ           | 日本物産   | 日本物産           | 2メガビットロムカセット                 | DMG-B8J                          | |              |
| 4   | Cratermaze                       | 2007年8月13日                             | Wii                    | ハドソン   | ハドソン           | ダウンロード （バーチャルコンソール）   | -                                | PCエンジン版の移植 |              |
| 5   | ブービーキッズ                   | 2015年1月13日                             | Windows                | 日本物産   | D4エンタープライズ | ダウンロード （プロジェクトEGG）        | -                                | ファミリーコンピュータ版の移植                                                                                              | [ 7 ]        |
| 6   | キッドのホレホレ大作戦           | 2016年2月12日 2016年4月26日 2016年8月30日 | PlayStation 4          | ハムスター | ハムスター         | ダウンロード （アーケードアーカイブス） | CUSA-04419 CUSA-05203 CUSA-05577 | アーケード版の移植 | [ 8 ]        |
| 7   | キッドのホレホレ大作戦           | INT 2018年8月9日                          | Nintendo Switch        | ハムスター | ハムスター         | ダウンロード （アーケードアーカイブス） | -                                | アーケード版の移植 | [ 9 ] [ 10 ] |

ファミリーコンピュータ版『ブービーキッズ』
タイトルは異なるが、アーケード版である本作とほぼ同時期に発売されたファミリーコンピュータ版。グラフィックやサウンドや登場キャラクターは『ホレホレ』を元にしているが、ステージ構成は大幅に異なり、タイムスリップも一定のステージをクリアして古代から未来へと順に進んで行き、最終ボスを倒すとエンディングになるなど、ゲームシステムは家庭用向けに改編された。敵を埋めた跡地は墓から盛った土に変更されている。2015年1月13日より、プロジェクトEGGにて配信開始。
終盤なると急激に敵の動きが速くなりマップも難解になるなど、難易度は高い。
PCエンジン版『ドラえもん 迷宮大作戦』
アーケード版のキャラクターを漫画『ドラえもん』の登場人物に変更したアレンジ移植版。ベースとなる作品は映画『ドラえもん のび太の日本誕生』（1989年）で、ザコ敵以外の登場キャラクター、出現アイテム、サウンドが『ドラえもん』に基づいたものに変更され、それに合わせた新規のデモ画面も追加された。楽曲は『ボンバーマン』やファミリーコンピュータ用ソフト『ドラえもん』（1986年）などを手掛けた竹間淳が担当した。敵を埋めると墓になる点を含め、変更されていない部分のグラフィックやゲーム性は『ホレホレ』に非常に忠実だが、各ステージのマップが全面的に見直されて全60ラウンドに拡充しエンディングが追加され、癖があった操作性やゲームバランスが大きく改善されている。難易度は3段階あり、「かんたん」を選択した場合、プレイヤーは自分の穴に落下しなくなり大幅に難易度が緩和される。簡単なパスワードで到達ラウンドからの再開も可能。なお、北米版の『Cratermaze』は本作『キッドのホレホレ大作戦』のグラフィックやサウンドに戻された。
ゲームボーイ版『ブービーボーイズ』
タイトルはファミコン版に基づいているが、ステージ構成やゲームシステムはアーケード版や『迷宮大作戦』に近いものに戻されている。『迷宮大作戦』と同様、3段階の難易度選択があり、EASYを選択すると穴に落ちなくなり、パスワードでのコンティニューで到達したラウンドからの再開が可能。6つのワールド（時代）を任意で選択してクリアしていき、全ワールドをクリアすると最終ボスとの対決となる。敵を埋めた跡地の墓が西洋の墓石に変更されている。
PlayStation 4・Nintendo Switch版
アーケードアーカイブスの1作品として、アーケード版の配信をしている。初のアーケード版の完全移植。

## スタッフ
PCエンジン版
- ゲーム・デザイン：藤原茂樹
- メイン・プログラム：和泉勇
- サブ・プログラム：室屋勇治
- グラフィック・デザイン：佐々木みか、桑原司
- 音楽：竹間淳
- サウンド・プログラム：滝本利昭、高橋克昇、岩渕貴幸、星恵太

## 評価
ファミリーコンピュータ版
ゲーム誌『ファミコン通信』の「クロスレビュー」では合計24点（満40点）、『ファミリーコンピュータMagazine』の読者投票による「ゲーム通信簿」での評価は以下の通り、16.97点（満30点）となっている。
| 項目 | キャラクタ | 音楽 | 操作性 | 熱中度 | お買得度 | オリジナリティ | 総合  |
| 得点 | 3.18       | 2.91 | 2.74   | 2.79   | 2.54     | 2.81           | 16.97 |
PCエンジン版
ゲーム誌『ファミコン通信』の「クロスレビュー」では合計27点（満40点）、『PC Engine FAN』の読者投票による「ゲーム通信簿」での評価は以下の通り、21.35点（満30点）となっている。また、この得点はPCエンジン全ソフトの中で212位（485本中、1993年時点）となっている。
| 項目 | キャラクタ | 音楽 | 操作性 | 熱中度 | お買得度 | オリジナリティ | 総合  |
| 得点 | 4.25       | 3.35 | 3.64   | 3.43   | 3.63     | 3.06           | 21.35 |
ゲームボーイ版
ゲーム誌『ファミコン通信』の「クロスレビュー」では、6・5・4・3の合計18点（満40点）、『ファミリーコンピュータMagazine』の読者投票による「ゲーム通信簿」での評価は以下の通り、15.6点（満30点）となっている。
| 項目 | キャラクタ | 音楽 | お買得度 | 操作性 | 熱中度 | オリジナリティ | 総合 |
| 得点 | 3.6        | 2.4  | 2.1      | 2.6    | 2.3    | 2.6            | 15.6 |